# Прва влада Лазара Докића
Прва влада Лазара Докића је била влада Краљевине Србије од 1. априла до 4. јуна 1893. (по старом календару).

## Историја
Када малолетни Александар решава пат позицију између либерала и радикала после избора фебруара 1893. године државним ударом, Лазар Докић постаје председник владе 1. априла. Краљ Александар поверио је управу умереним радикалима. На челу нове владе нашао се Лазар Докић. Једини у влади који није био радикал био је министар војни Франасовић (напредњак), али је он био, по краљевим речима, човек од поверења. Избори су били заказани за 30. мај 1893. године. Радикали су однели убедљиву победу (126 радикала, 10 напредњака, ниједан либерал). Опозицију у Скупштини представљали су посланици Радикалне странке предвођени Костом Таушановићем. Краљ је своју владавину отпочео амнестијом за све осуђене по Закону о штампи. Краљева политика помирења, коју је прокламовао у Скупштини, није важила за либерале. Авакумовићева влада оптужена је због незаконитих поступака. Само два месеца касније, Докић се разболео, а краљ улази у сукоб са министрима. Резултат је излазак Франасовића из владе, што је био краљев велики уступак на који није био обавезан по Уставу. Радикали су оспорили краљеву апсолутну власт.

## Чланови владе
| Функција                                                           | Слика           | Име и презиме         | Детаљи                      |
| ------------------------------------------------------------------ | --------------- | --------------------- | --------------------------- |
| Председник министарског савета и министар просвете и црквених дела |                 | Лазар Ђ. Докић        |                             |
| Министар иностраних дела                                           |                 | Андра Николић         |                             |
| Министар унутрашњих дела                                           |                 | Светозар Милосављевић |                             |
| Министар правде                                                    |                 | Андра Николић         | заступник, до 8/20.4. 1893. |
| Министар правде                                                    | Пера Максимовић |                       |                             |
| Министар финансија                                                 |                 | Михаило В. Вујић      |                             |
| Министар војни                                                     |                 | Драгутин Франасовић   |                             |
| Министар грађевина                                                 |                 | Светозар Станковић    |                             |
| Министар народне привреде                                          |                 | Раша Милошевић        |                             |